# Mouloudia Club d’Oran
Mouloudia Clube de Orão (MC Orão) (Árabe: نادي مولودية وهران) é um clube de futebol com sede em Orão (Oran) na Argélia, fundado em 1917.

## Estádio
O clube, um dos mais populares na Argelia, treina no Estádio Ahmed Zabana (40,000 lugares). A claque da equipa tem a alcunha de Hamraoua.

## História
O clube foi fundado em 1º de janeiro 1917, ele interrompeu suas atividades em 1945. Foi na noite de terça-feira, 14 de Maio de 1946, feriado em países arabes (Celebra-se o nascimento do profeta Maomé) que reuniu cinco pessoas na área de Ali Bentouati Lamur, que concordaram reforma do Mouloudia Club d'Oran. Entre os fundadores, havia Bentouati Ali, Mohamed Bessoul, Omar Rouane Serrik, Boumefraa, e Omar. A cerimonia de fundação de Mouladia foi organizada por Cheïkh Said Zamouchi.
O clube foi bastante forte especialmente dos seus anos dourados (71, 75, 85, 87, 89, 91, 92), grandes figuras do futebol Argelino e até de África como Lakhdar Belloumi, Tedj Bensaoula, e Karim Morocco.
Se a sua carreira foi composta com muitos troféus e títulos, também não se pode esquecer que esteve a beira da despromoção duas vezes, a primeira em 1970 safou-se por ganhar um jogo decisivo contra o lendário clube CR Belouizdad. A segunda vez foi em 1983, curiosamente no ano seguinte, em 1984, ganharam a Taça Mouloudia da Argélia com uma nova honda de jovens talentos como Mourad Meziane, Cherif Tahar El Ouazzani, Bachir Mecheri, Arezki Lebbah, trainados por Abdellah Mecheri, contra The DNC Algiers.

## Palmarés
- Campeonato Argelino:(4)

Campeão: 1971, 1988, 1992, 1993
Vice-Campeão: 1968, 1969, 1985, 1987, 1990, 1995, 1996, 1997, 2000
- Taça da Argélia:(4)

Vencedor: 1975, 1984, 1985, 1996
Finalista: 1998, 2002
- Taça da Liga Argelina:(1)

Vencedor: 1996
Finalista: 2000
- Supertaça da Argélia:(0)

Finalista: 1992
- Taça dos Campeões de clubes Africanos:(0)

Finalista: 1989
- Liga dos Campeões Árabes:(0)

Finalista: 2001
- Recopa Árabe:(2)

Vencedor: 1997, 1998
- Supercopa Árabe:(1)

Vencedor: 1999

## Desempenho nas competições da CAF
- Liga dos Campeões da CAF: 3 participações

1989: Finalista
1993: Quartos-de-Final
1994: Meia-Final
- Copa das Confederações da CAF: 1 participação

2005 - Segunda Rounda
- Copa da CAF: 2 participações

1996 - Quartos-de-Final
1998 - Primeira ronda
- Recopa de CAF: 3 participação

1985 - Segunda ronda
1986 - Segunda ronda
1997 - Quartos-de-Final